# Festival Rocky Marciano

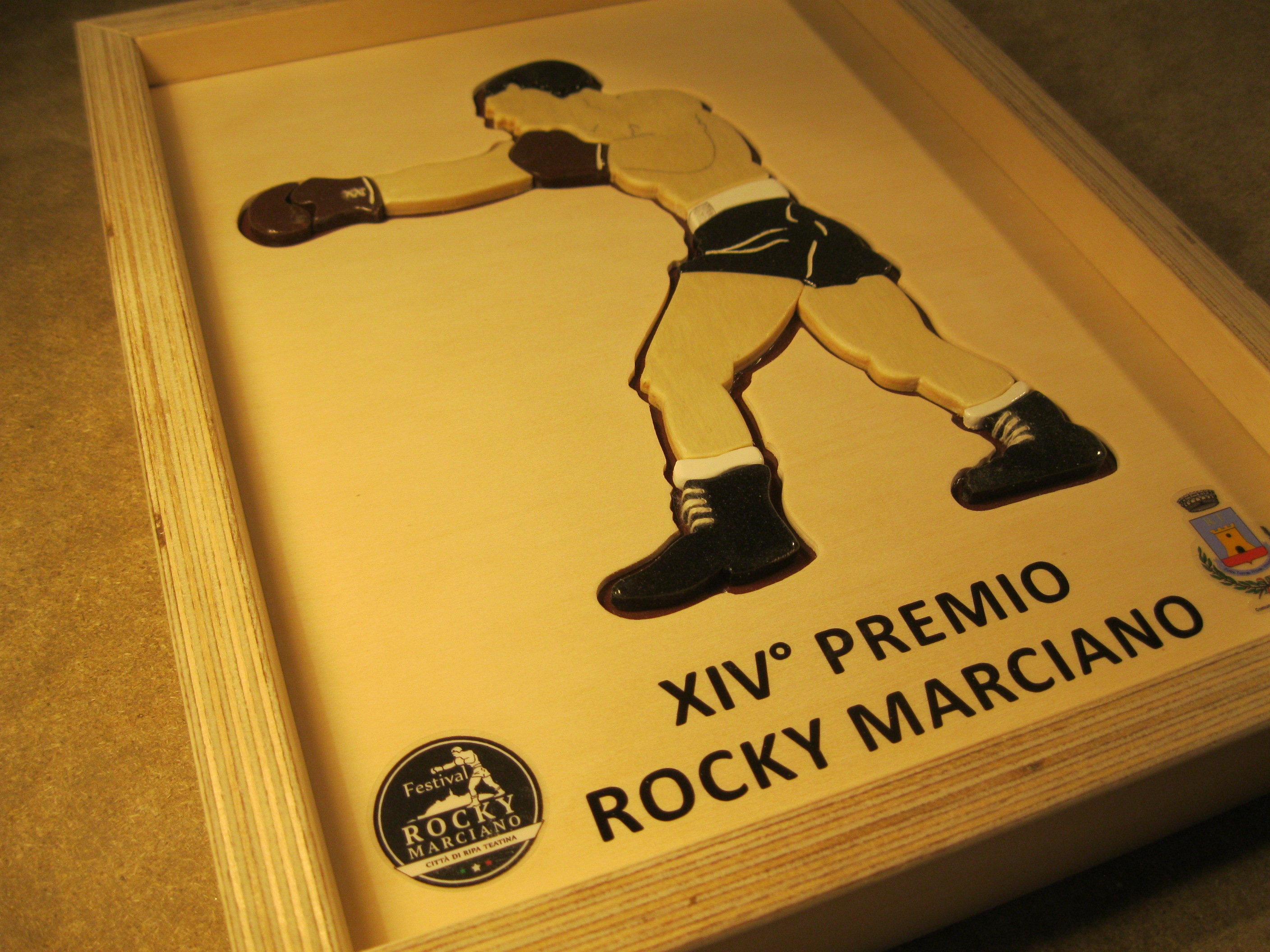
Dettaglio di una targa della XIV edizione del festival, realizzata da Carlo Cazzaniga

Il Festival Rocky Marciano (talvolta riportato come Premio Rocky Marciano o Premio Marciano) è una manifestazione sportiva culturale che ha luogo ogni anno in Italia nel comune abruzzese di Ripa Teatina (CH), dal 2005. 
Ad esso vi hanno prendono parte ogni anno diversi noti personaggi o associazioni dello scenario sportivo sia regionale sia nazionale.
L'evento prende nome dal pugile campione del mondo dei pesi massimi dal 1952 al 1956 Rocky Marciano, il cui padre era di Ripa Teatina.

## Storia
Il Festival è stato istituito dal comune di Ripa Teatina il 22 agosto 2005 dalla delibera di giunta comunale n° 194.
Nel 2016 il Festival Rocky Marciano ha ottenuto il riconoscimento da parte della Giunta regionale dell'Abruzzo tramite la delibera di giunta regionale n° 441 del 7 luglio 2016.

### Concorso letterario "Storie di sport"
Nel 2017, in seno al Premio Marciano, è nato il concorso letterario "Storie di sport" su idea dello scrittore Peppe Millanta e con la collaborazione della Scuola Macondo - L'Officina delle Storie. Al premio prendono parte ogni anno scrittori, giornalisti sportivi ed editori. All'anno 2020 le edizioni organizzate sono 4.

## Festival della Letteratura Sportiva
Dal 2016, all'interno del Festival Rocky Marciano è stato implementato il Festival della Letteratura Sportiva diretto dal giornalista e scrittore Dario Ricci. Questa sezione del Festival ha dato la possibilità a importanti scrittori, giornalisti e campioni sportivi di presentarsi all'evento.

### Edizione 2018 (17-20 luglio)
- Oscar De Pellegrin
- Antonio Tartaglia
- Daniele Nardi
- Gianmario Bonzi
- Dario Ricci
- Nicola Sbetti
- Daniele Biacchessi
- Pierluigi Pardo[7]

### Edizione 2017 (4-8 luglio)
- Giuliano Orlando
- Dario Ricci
- Fabio Tavelli
- Luca Leone
- Giorgio Terruzzi
- Alberico Di Folco
- Antonio De Nitto
- Claudio Arrigoni
- Stefano Tirelli
- Leonardo Manera
- Alessandro Milan
- Riccardo Barlaam

### Edizione 2016 (14-15 luglio)
- Dario Ricci
- Giuliano Orlando
- Riccardo Noury
- Mauro Tedeschini
- Rocky Mattioli
- Claudio Arrigoni
- Angelo Peruzzi

Fonte: Sito web ufficiale

## Edizioni e vincitori
| Edizione | Anno | Giorni             | Vincitori del premio |
| -------- | ---- | ------------------ | --- |
| I        | 2005 | 31 agosto          | - Stefano Mancinelli - Fabrizia D'Ottavio |
| II       | 2006 | 4-6 agosto         | - Danilo Creati - Nino Benvenuti - Dario Cataldo - Fabio Grosso |
| III      | 2007 | 19 luglio          | - Domenico Urbano - Danilo Di Luca - Massimo Oddo - Giorgio D'Urbano |
| IV       | 2008 | 26 luglio          | - Fabrizio Trotta - Pierpaolo Addesi - Alberico Di Cecco |
| V        | 2009 | 13 giugno          | - Giampiero Contestabile - L'Aquila Rugby Club - Lorenzo Sebastiani - Dario Pallotta |
| VI       | 2010 | 23 maggio          | - Rocky Mattioli - Julio Sergio Bertagnoli |
| VII      | 2011 | 10 giugno          | - Morgan De Sanctis - Danilo Creati |
| VIII     | 2012 | 30 giugno          | - Alfonso Di Russo - Matteo Rabottini |
| IX       | 2013 | 1-3 luglio         | - Eden Di Sipio - ASD Ripa 2007 - Gessica Rapposelli - Daniele Nucci - Team Kyklos Abruzzo - ASD Pugilistica Diodato Chieti - Matteo Cicchitti - Roberto Cammarelle - Eusebio Di Francesco                                                                                                 |
| X        | 2014 | 29 giugno-2 luglio | - Piero Mazzocchetti - Clemente Russo - Stefano Mammarella |
| XI       | 2015 | 30 giugno-2 luglio | - Pescara Calcio a 5 - Pallavolo Impavida Ortona - Giuliano Orlando - Simona Galassi - Gabriele Marchesani - Vincenzo Vivarini - Gino Nicolini - Gianfranco Mazzoni |
| XII      | 2016 | 9, 13-16 luglio    | - GM Europa Ovini - Alessandro Milan - Dario Ricci - Delfino Pescara 1936 - Montesilvano Calcio a 5 femminile - ASD Calcio Femminile Chieti - Massimo Oddo - Giulio Ciccone - Diletta Cipollone - Leonard Bundu - Gianni Rivera - Giuliano Orlando - Rocky Mattioli                        |
| XIII     | 2017 | 4-9 luglio         | - Rocco Valentino - Andrea Zorzi - Gabriele Pomilio - Federico Di Francesco - Giacobbe Fragomeni - Matteo Simoni - Simone Di Giovanni - Francesco Leocata - Pescara Pallanuoto - Maurizio Formichetti - Francesco D'Alessandro - Mattia Di Tonto - Elenito Di Liberatore - Nicola Di Sipio |
| XIV      | 2018 | 14-21 luglio 2018  | - Valentina Vezzali - Simone De Maggi - Alessia Mesiano - Gaia Sabbatini - Acqua e Sapone Calcio a 5 |
| XV       | 2019 | 1-7 luglio 2019    | - Roberto D'Aversa - Emanuele Cavallucci - Amatori Basket Pescara - Stefania Belmondo - Maurizio Stecca - Ennio Leonzio - Daniele Barone |
| XVI      | 2020 | 18 luglio 2020     | - FNOMCeO - Fondazione ENPAM - Federazione italiana dei medici di medicina generale - FNOPI - Giulio Ciccone - Giovanni De Carolis - Luca Spadaccini - Olena Saviuchk - Pescara Calcio - Rocco Coletti                                                                                     |
| XVII     | 2021 | 15-17 luglio 2021  | - Giampaolo Ricci - Patrizio Oliva - Alberto Cova - Gabriele Gravina - Montesilvano femminile Calcio a 5 - Tenaglia Altino Volley - Chieti Basket 1974 - Ilenia Colanero - Enrico Giancarli                                                                                                |

Fonte: Sito ufficiale